# 3K60 Bal

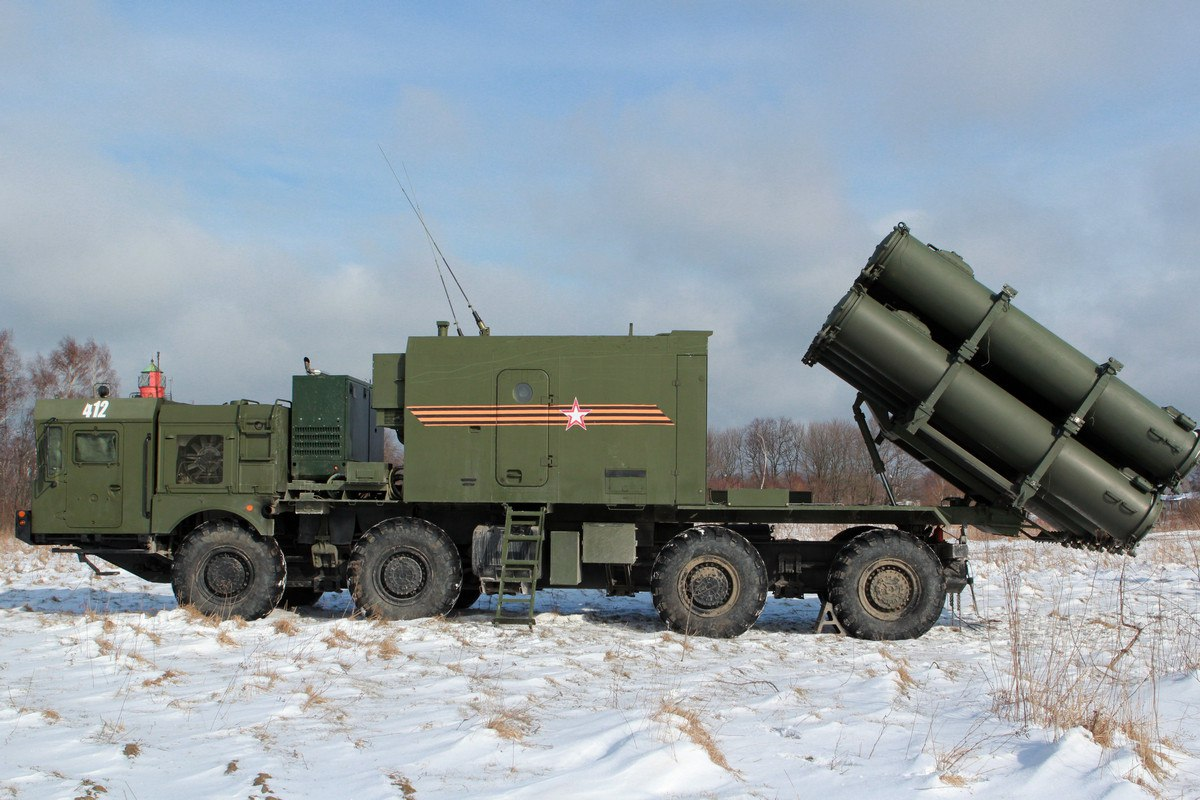

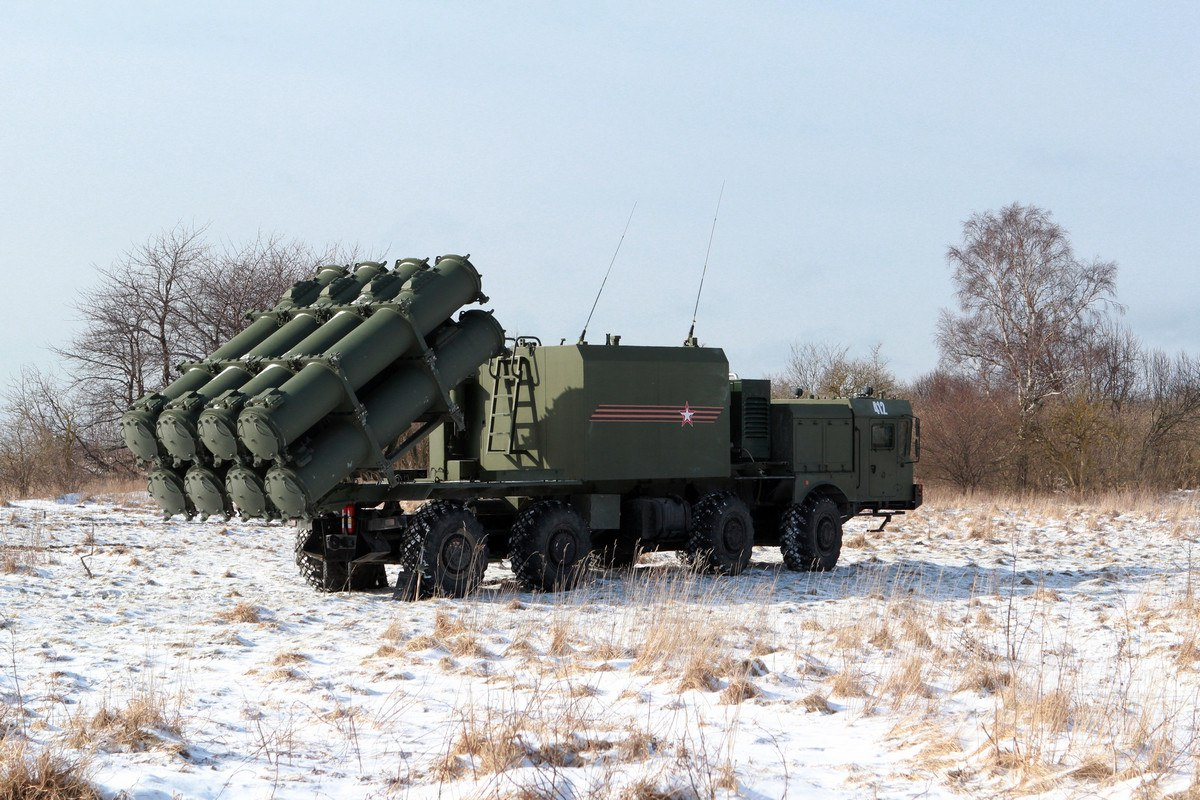

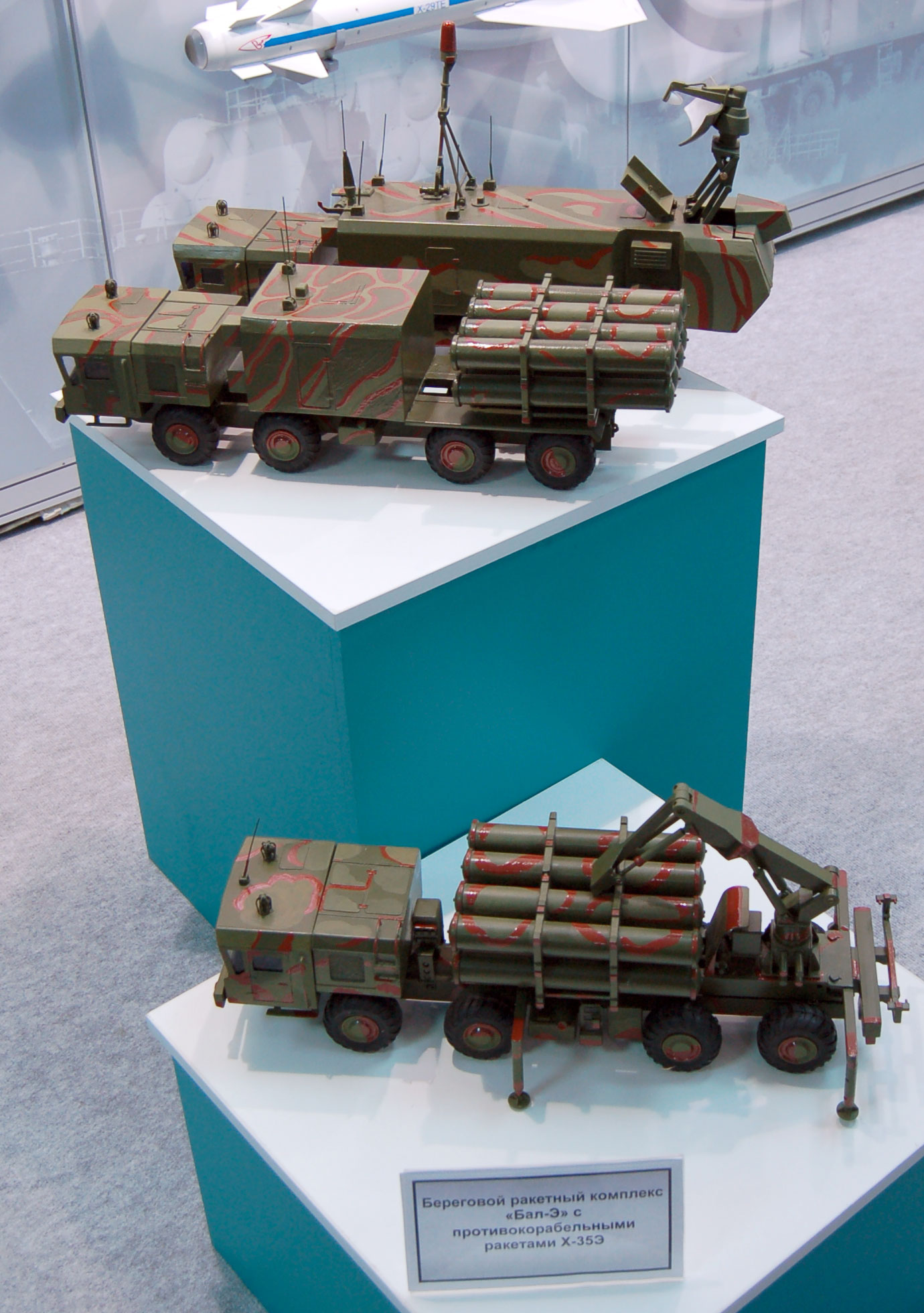

Le 3K60 Bal (en cyrillique : Бал, code OTAN : SSC-6 Sennight, aussi simplement connu sous le nom de « Bal ») est un système de défense côtière russe composé de missiles, entré en service entre 2003 et 2009, pour remplacer le 4K51 Roubej. 

## Description

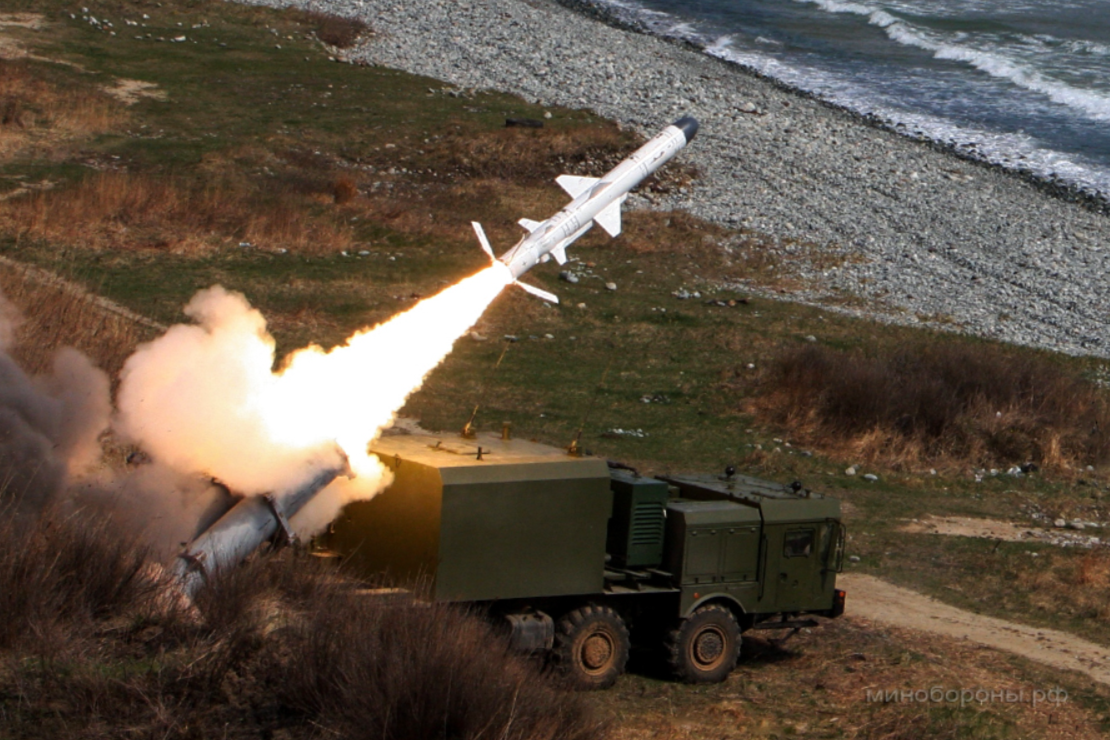
Lancement de missiles Bal

Équipé de missiles antinavires Kh-35, il a été conçu pour la défense des ports et des bases navales, des eaux territoriales et pour le soutien de forces navales dans les limites de la zone économique exclusive. Le système, dont le développement a été achevé au début des années 2000, est une alternative plus simple et moins chère au système de missiles côtiers plus moderne K-300P Bastion-P qui, au contraire, utilise les missiles les plus modernes P-800 Oniks et ceux de la famille Kalibr. Il est l'évolution du 4K51 Rubezh.
Le centre de commandement est équipé d'un radar de recherche de surface. Les missiles Kh-35 utilisent le guidage inertiel pendant son vol de croisière et un guidage à radar actif dans la phase terminale. La portée effective du radar du missile est d'environ 20 km.
Une batterie de Bal se compose généralement d'un véhicule de commandement, deux véhicules lanceurs et de deux véhicules de rechargement. Une unité de défense côtière se compose de deux batteries, d'un centre de commandement et de communication central et un véhicule de communication pour un total de 11 véhicules. Les équipements sont généralement montés sur des châssis de MZKT-7930 8x8. Les véhicules lanceurs sont équipés de 8 conteneurs blindés cylindriques qui abritent les missiles.
Le système peut effectuer à la fois un tir simple et un tir de salve à partir de n'importe quel lanceur, avec la capacité de recevoir des informations actuelles d'autres postes de commandement et de sources de données de reconnaissance/désignation de cible externes. Une salve peut inclure jusqu'à 32 missiles. Une telle salve peut contrecarrer une mission de combat menée par un groupe naval d'attaque ennemi, une force de débarquement ou un convoi.

## Utilisateurs
- Russie : 40 véhicules en service en 2023[5]

## Source de traduction
- (it) Cet article est partiellement ou en totalité issu de l’article de Wikipédia en italien intitulé « 3K60 Bal » (voir la liste des auteurs).